# 富士川 (千葉県)

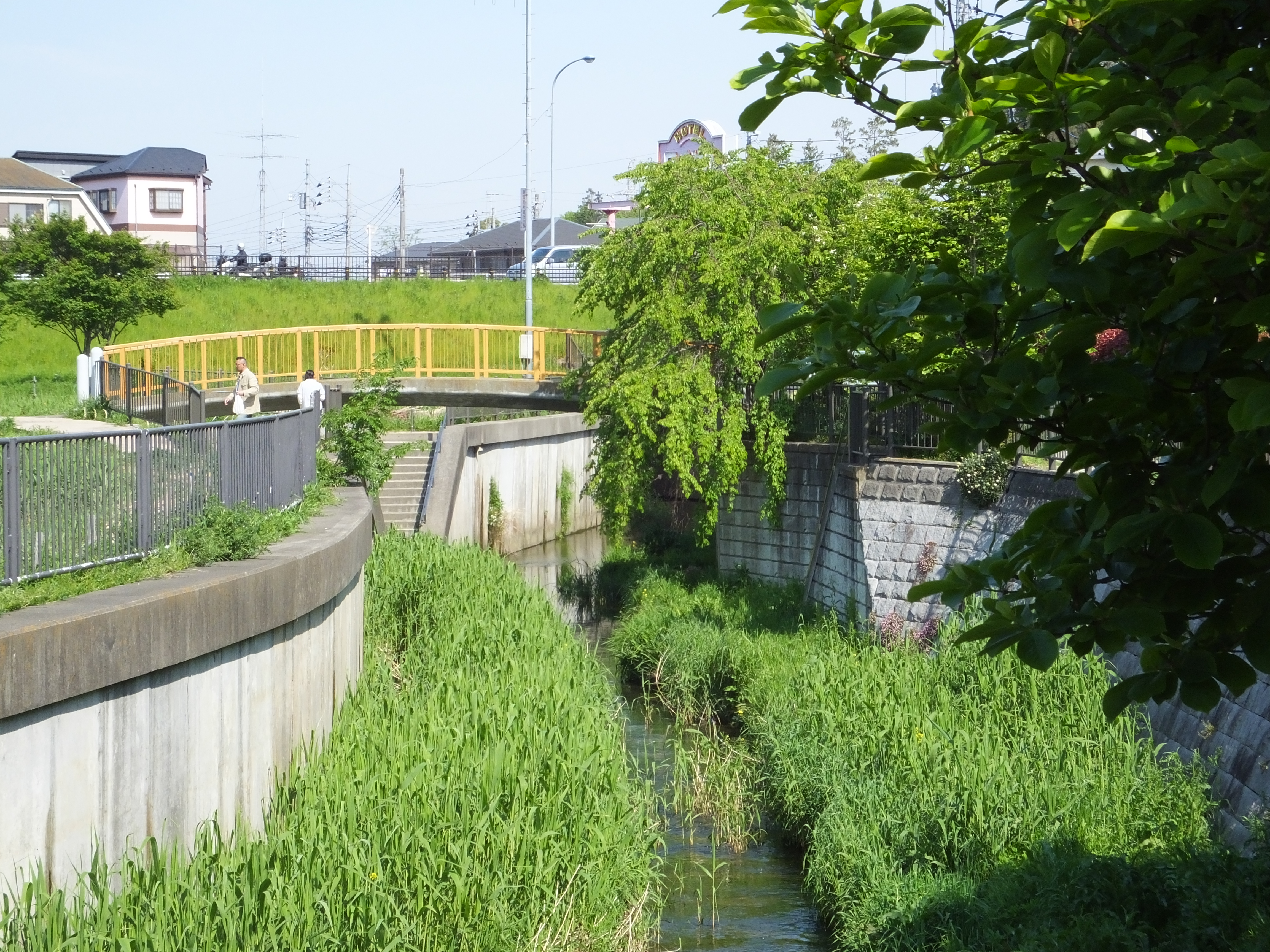
上富士川プロムナード区間（霜田橋付近）

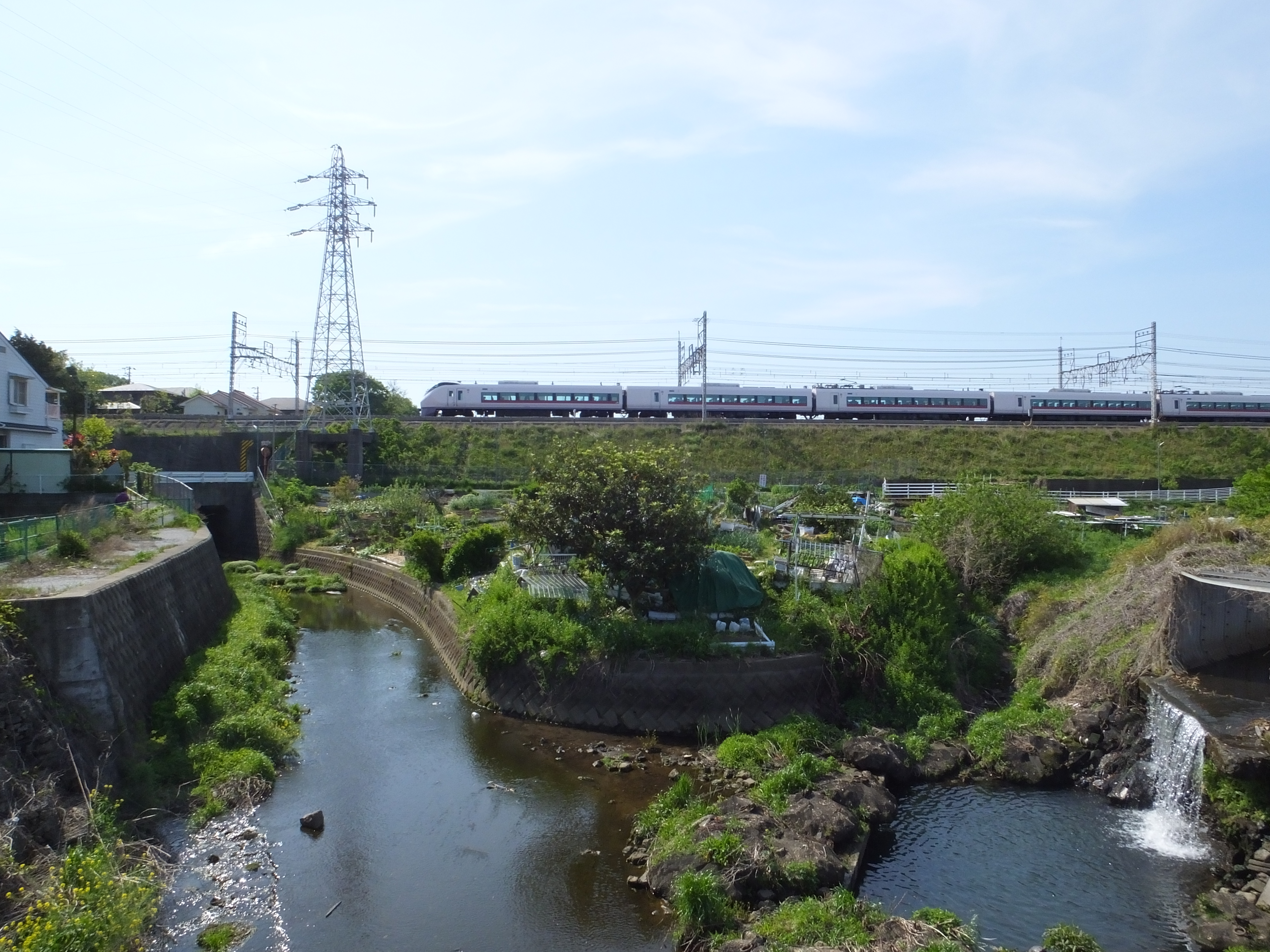
上富士川と平賀川の合流地点（仲田橋より上流方）

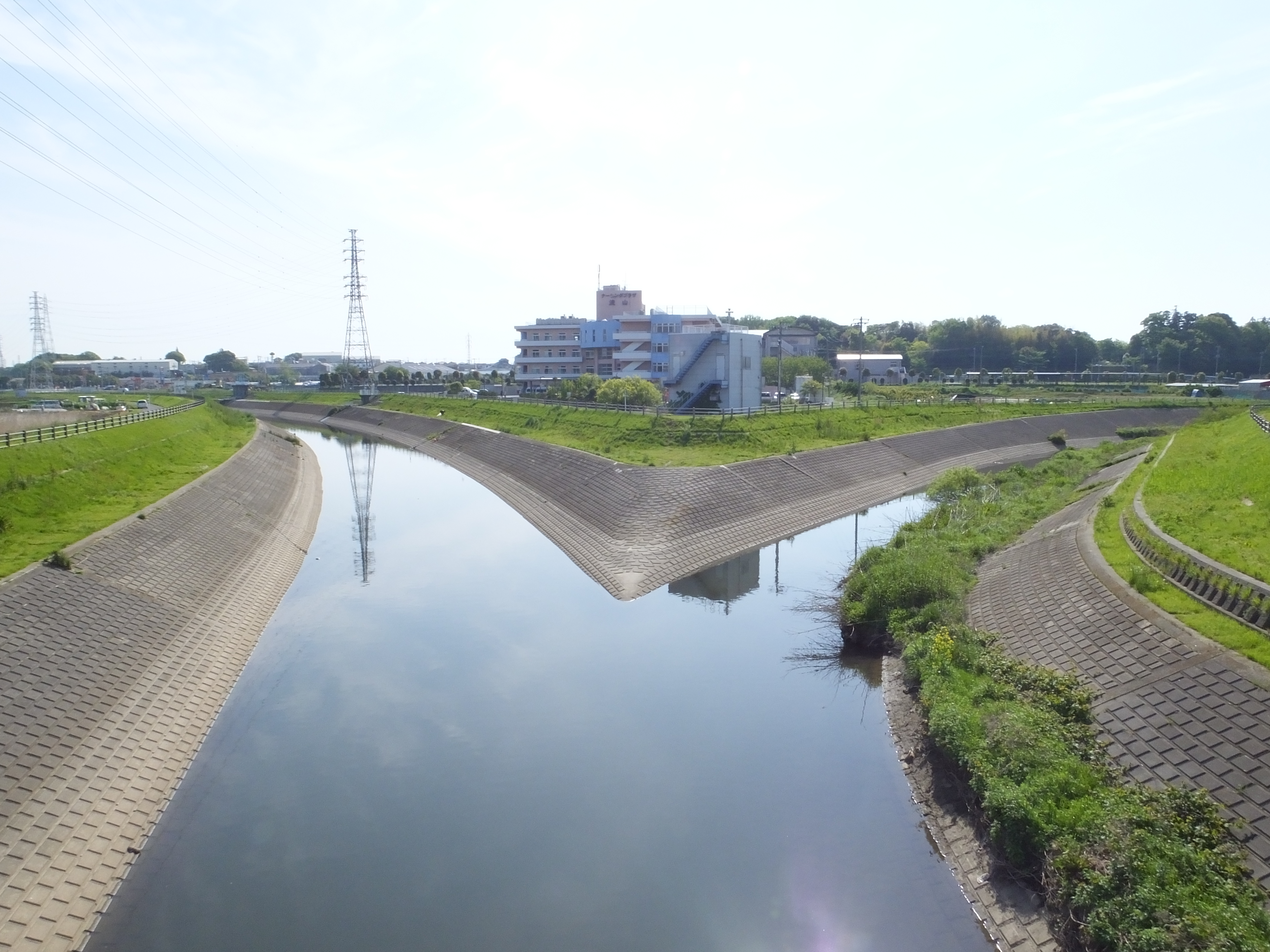
坂川の御體橋より上流方、坂川（左）に合流する富士川（右）

富士川（ふじがわ）は、千葉県松戸市・柏市・流山市を流れる利根川水系の一級河川。

## 地理
松戸市小金・柏市酒井根の境界にある大清水湧水に源を発し北流する。市境に沿って柏市内を流れ、千葉県道280号白井流山線を過ぎると松戸市内になる。根木内橋手前で富士川2号雨水幹線を合わせる。国道6号を過ぎ流山市内に入り、JR常磐線の北側に抜けると川幅が広がり、平賀川と合流する。以降は川沿いの田園風景の中、松戸市・流山市の市境を流れる。両岸は自然土手で、遊歩道も整備されている。富士川3号橋を過ぎるとコンクリート護岸に変わり、御體橋付近で坂川に合流する。
正確には「富士川」という名称の区間は平賀川合流地点より下流1,630m（千葉県管轄・一級河川指定）であり、それより上流部の名称は「上富士川」である。上富士川区間のうち根木内城址橋より下流（流山市内378m・松戸市内409m）が準用河川に指定されている。また平賀川（1,286m）及びその支流である平賀川支川（175m）も準用河川である。

## 治水
松戸市内の根木内霜田地区はかつて度重なる水害に悩まされていた。1977年（昭和52年）に流域の3市で「富士川水系改修促進協議会」を設置し、整備計画のもと流山市内から河川改修に着手。1986年（昭和61年）度より松戸市内でも着手し、1989年（平成元年）度に国道6号の横断工事を済ませて以降は水害が発生しなくなった。改良工事は1990年（平成2年）度に完了。更に流域の湿地帯減少から根木内周辺の樹林地・史跡を一体的に保護するべく、国道6号から県道261号までの区間をプロムナード化整備する工事が進められ、2003年（平成15年）度に完成した。
根木内城址橋より上流部では依然として水害が続いたことから、2003年（平成15年）11月に根木内橋までの約400mの区間について3市で「上富士川上流排水整備事業基本協定」を締結。2005年（平成17年）度に事業着手した。当初は6カ年計画だったが用地買収に時間を要したため、現在も続けられている。
下流部の一級河川指定区間は、富士川3号橋を境に下流部（260m）が建設省（現在の国土交通省）、上流部（1,370m）が千葉県の管轄である。建設省は早々にコンクリート護岸で整備を行った一方、千葉県は国庫補助事業で用地買収を進め、1997年（平成9年）度より改修に着手した。新河川法の趣旨を取り入れ、植生の容易な緩傾斜堤防に自然石を敷き詰めた多自然型護岸で整備を行い、2006年（平成18年）までに概ね完了している。同時に水質悪化対策として、1999年（平成11年）度から2000年（平成12年）度まで、千葉県主導で松戸市東平賀に富士川浄化施設が建設された。

## 主な橋
- 富士川3号橋
- 葉ノ木橋
- 羽中橋
- 仲田橋
- 霜田橋
- 根木内城址橋（千葉県道261号松戸柏線）
- 根木内橋

## 参考資料
- 松戸市議会会議録　平成2年12月定例会（12月14日）
- 松戸市議会会議録　平成10年12月定例会（12月11日）
- 柏市議会会議録　平成16年第2回定例会（6月16日）